# Большой спор
Большой спор — дискуссия в истории астрономии, прошедшая в 1920 году. Большой спор был о параметрах нашей Галактики и природе «спиральных туманностей», ныне известных как спиральные галактики. В нём участвовали Харлоу Шепли и Гебер Кёртис.
Между Шепли и Кёртисом было множество расхождений, картины общего вида Вселенной в моделях Шепли и Кёртиса  отличались. В модели Шепли наша Галактика имела крупный размер, Солнце было удалено от её центра, а спиральные туманности находились внутри неё и были лишь газовыми облаками, при этом Шепли не исключал, что за пределами видимости современных инструментов могут существовать и другие галактики. В модели Кёртиса Солнце находилось в центре относительно небольшой Галактики, а спиральные туманности были звёздными системами, подобными нашей Галактике.
Оба участника Большого спора оказались частично правы. Так, в вопросах размеров Галактики и положении в ней Солнечной системы ближе к истине оказался Шепли, а в вопросах, связанных со спиральными туманностями, прав был Кёртис. Последующие, более точные измерения нашей Галактики показали, что её диаметр равен 30 килопарсекам, а Солнце находится на расстоянии в 8 килопарсек от её центра. Спиральные туманности оказались удалёнными звёздными системами, подобными нашей Галактике.

## Предыстория и обстоятельства
В начале XX века общепринятым было неверное представление, что Солнце расположено в центре Млечного Пути или вблизи него. Разные астрономы, начиная с Уильяма Гершеля, пользовались методом звёздных подсчётов и получали такой результат из-за межзвёздного поглощения света, которое создавало иллюзию наибольшей концентрации звёзд вблизи Солнца. Размер Галактики, например, по результатам 1910 года Карла Шварцшильда, составлял 10 килопарсек. В 1917 году Харлоу Шепли, измеряя расстояния до шаровых звёздных скоплений и исследуя их распределение на небе, определил размер Галактики как 100 килопарсек, а расстояние от Солнца до её центра — как 13 килопарсек. Хотя оба этих значения оказалось завышенными, Шепли впервые показал, что Солнце находится вдали от центра нашей Галактики, но эта идея не сразу стала общепринятой. Впоследствии Шепли уточнял свою оценку.
Кроме того, в то время ещё не было известно, являются ли «спиральные туманности», ныне известные как спиральные галактики, объектами нашей Галактики, или же представляют собой удалённые звёздные системы. Гипотеза о том, что некоторые туманности являются удалёнными звёздными системами, появилась ещё в XVIII веке, и общее мнение астрономов по этому вопросу неоднократно менялось: данных о расстоянии до туманностей практически не было.
В 1919 году Джордж Эллери Хейл решил организовать дискуссию, посвящённую размерам Вселенной. Она состоялась 26 апреля 1920 года в Национальной академии наук США, в Вашингтоне. Докладчиками на ней были астрономы Харлоу Шепли из обсерватории Маунт-Вилсон и Гебер Кёртис из Ликской обсерватории: каждый из них прочитал лекцию, в которой излагал свою точку зрения на размеры Вселенной и параметры нашей Галактики. Дискуссия проходила под названием The Scale of the Universe («Размеры Вселенной»), но впоследствии за ней закрепилось название «Большой спор» (англ. Great Debate).

Участники Большого спора
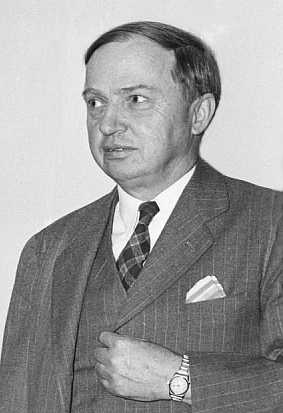
Харлоу Шепли
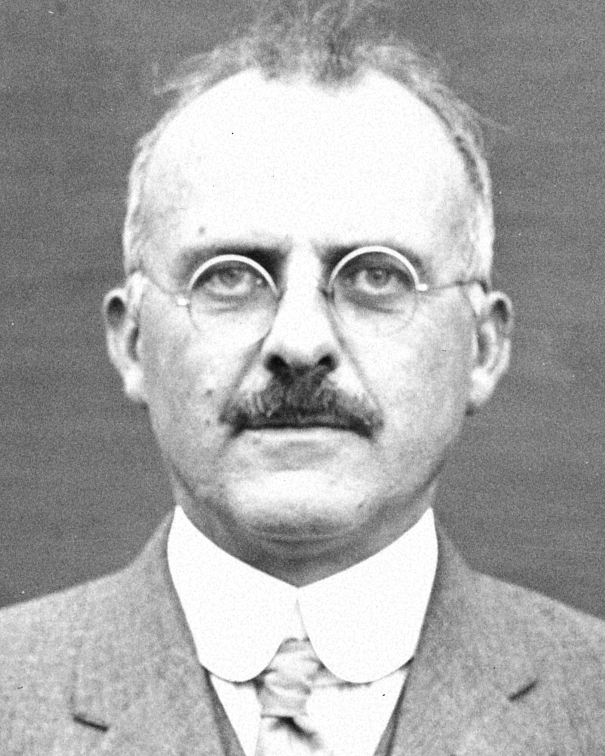
Гебер Кёртис

## Обсуждавшиеся вопросы и аргументы сторон
Шепли и Кёртис расходились по множеству отдельных вопросов, связанных с размерами нашей Галактики и положении в ней Солнечной системы, а также о том, принадлежат ли «спиральные туманности» нашей Галактике или являются отдельными объектами. В результате картины общего вида Вселенной в моделях Шепли и Кёртиса заметно различались. В модели Шепли наша Галактика имела достаточно крупный размер — не менее 60 килопарсек, а Солнце было удалено от её центра на 20 килопарсек. Спиральные туманности находились внутри нашей Галактики и были лишь газовыми облаками, при этом Шепли не исключал, что за пределами видимости современных инструментов могут существовать и другие галактики. В модели Кёртиса Солнце находилось в центре относительно небольшой Галактики размером 10 килопарсек, а спиральные туманности были звёздными системами, подобными нашей Галактике.

### Размеры Галактики

#### Цефеиды в качестве индикаторов расстояния
Для измерения расстояния до шаровых звёздных скоплений Шепли использовал зависимость период ― светимость для цефеид, найденную по наблюдениям звёзд этого типа в Магеллановых облаках. Нуль-пункт этой зависимости Шепли определял по цефеидам в диске Млечного Пути, расстояние до которых измерял при помощи годичных параллаксов. Он также заметил, что «цефеиды шаровых скоплений», ныне известные как переменные типа RR Лиры, не следует использовать для калибровки нуль-пункта. Кёртис считал, что наличие зависимости периода и светимости для цефеид нашей Галактики как минимум не доказано, поскольку собрано слишком мало данных.
Шепли оказался прав в том, что цефеиды являются хорошими индикаторами расстояния в целом, а зависимость период — светимость для них в Млечном Пути действительно обнаружилась впоследствии. Однако нуль-пункт был выбран неверно, с ошибкой около порядка величины, что привело к завышенной в три раза оценке размеров Галактики. Кёртис был прав, говоря о недостаточном количестве данных.

#### Звёзды в шаровых скоплениях
Шепли считал, что звёзды спектральных классов F, G и K, которые он наблюдал в шаровых звёздных скоплениях, похожи на звёзды-гиганты, наблюдаемые в окрестностях Солнца, а  абсолютная величина самых ярких звёзд в скоплениях в среднем составляет от −1,5 до −2m. Эти звёздные величины согласовывались с типичным расстоянием до скоплений в 10—30 килопарсек. Шепли приводил несколько аргументов: такие звёзды сопоставимы со звёздами спектрального класса B по блеску, и, следовательно, по светимости ― абсолютная звёздная величина последних была известна и близка к 0m. Также спектры звёзд классов F―K в скоплениях были близки к спектрам именно звёзд-гигантов. Шепли также указывал, что в других звёздных системах светимость ярчайших звёзд приблизительно такая же, как и в его оценке для шаровых скоплений. Кроме того, Шепли опирался на представления того времени об эволюции звёзд, согласно которым звёзды-гиганты сначала сжимаются и нагреваются, становятся звёздами-карликами и начинают охлаждаться, так что параметры звёзд-гигантов оказывались определены. Шепли утверждал, что только большие расстояния до шаровых скоплений согласовывались с этой теорией.
Кёртис утверждал, что звёзды этих спектральных классов имели светимость, сравнимую со светимостью звёзд-карликов вблизи Солнца. В таком случае расстояния до скоплений бы составляли 1—2 килопарсека. Кёртис аргументировал это тем, что в окрестностях Солнца абсолютная звёздная величина звёзд классов F―K составляла в среднем +4m и отмечал, что доля звёзд-гигантов среди всех звёзд очень мала. Кроме того, Кёртис указывал на несостыковку в аргументах Шепли: в окрестностях Солнца ярчайшие голубые звёзды были ярче, чем ярчайшие красные, а в скоплениях, по версии Шепли, ситуация была обратная.
В целом, прав здесь оказался Шепли: с уровнем наблюдательной техники того времени звёзды-карлики в скоплениях разглядеть было невозможно. Однако замечание Кёртиса о светимостях голубых и красных звёзд было верным, и нашло объяснение только после того, как Вальтер Бааде обнаружил существование двух звёздных населений. Кроме того, представления об эволюции звёзд, на которые опирался Шепли, ныне отвергнуты.

#### Измерение расстояний по спектрам звёзд
Шепли считал, что светимости звёзд можно оценивать по виду их спектров, и, следовательно, измерять расстояния до них. Кёртис утверждал, что этим методом можно пользоваться только для звёзд на расстояниях менее 100 парсек, где проводилась их калибровка. В этом вопросе Шепли был в целом прав.

#### Метод звёздных подсчётов
Кёртис утверждал, что результаты применения метода звёздных подсчётов прямо указывают на небольшие размеры нашей Галактики. Он считал, что межзвёздное поглощение никак не искажает эти результаты, поскольку, по его мнению, пыль в Галактике находилась за пределами звёздного диска. Шепли никак не высказывался по этому вопросу, поскольку его метод измерения расстояний был связан с шаровыми скоплениями, но он считал, что межзвёздного поглощения вообще не существует, либо оно пренебрежимо мало. В действительности межзвёздное поглощение присутствует и в диске, что подтвердил Роберт Джулиус Трюмплер в 1930 году.

### Расстояния до спиральных туманностей

#### Новые звёзды
На основе наблюдений новых звёзд в Млечном Пути и в спиральных туманностях Шепли утверждал, что последние не могут находиться за пределами нашей Галактики, поскольку светимость новых звёзд в них при наблюдаемом блеске была бы слишком высокой. Кёртис предполагал, что новые звёзды могут делиться на два типа с различной яркостью: он отмечал, что некоторые «новые звёзды» были значительно ярче других, например, новая Тихо Браге по сравнению с другими новыми в нашей Галактике, или S Андромеды по сравнению с другими новыми в галактике Андромеды, так что нахождение спиральных туманностей за пределами нашей Галактики становилось бы возможным. Кёртис оказался прав: тот класс объектов, который он обозначил как более яркие новые звёзды, сейчас известны как сверхновые.
Шепли также предлагал неверный механизм вспышек новых: он считал, что вспышки новых звёзд случаются, когда звезда входит в туманность и оказывается окружена её веществом. Шепли показал, что такая модель объясняет несколько вспышек новых звёзд в год в Галактике, однако Кёртис опроверг эту теорию, показав, что в модели Шепли в галактике Андромеды за счёт такого механизма новые звёзды могли бы вспыхивать раз в 500 лет, тогда как несколько таких вспышек уже было обнаружено в течение 20 лет.

#### Распределение спиральных туманностей на небе
Обоим участникам дискуссии было известно, что спиральные туманности не наблюдаются вблизи плоскости Галактики. В модели Шепли, предполагавшей, что спиральные туманности находятся в нашей Галактике, это не было проблемой: отсутствие их в плоскости Галактики вызывало не больше вопросов, чем, например, концентрация в этой плоскости OB-звёзд. Модель Кёртиса предполагала, что спиральные туманности — внешние объекты, поэтому избегание ими плоскости Галактики требовало объяснения. Сам Кёртис считал, что это может быть вызвано наличием пыли вокруг диска Млечного Пути, которая поглощает свет. Это объяснение оказалось верным, хотя в действительности пыль не окружает диск Галактики, а находится в нём.

#### Большие лучевые скорости спиральных туманностей
К моменту Большого спора было известно, что спиральные туманности обладают очень большими лучевыми скоростями, значительно превышающими лучевые скорости звёзд. Шепли в рамках своей модели объяснял их давлением излучения от Млечного Пути, но впоследствии было показано, что давления излучения совершенно недостаточно для того, чтобы разогнать туманности до таких скоростей. Кёртис в своей модели не предлагал конкретного механизма, а лишь предполагал, что большие лучевые скорости — собственное свойство туманностей. В дальнейшем было показано, что лучевые скорости галактик обусловлены расширением Вселенной.

#### Параметры спиральных туманностей
Шепли отмечал, что распределение поверхностной яркости и показателей цвета в спиральных туманностях отличается от такового в Млечном Пути, а поверхностная яркость в центре туманностей значительно выше, чем в любой точке Млечного Пути. Это наблюдение было верным, но Шепли, не учитывая межзвёздное поглощение, ошибочно интерпретировал его как свидетельство того, что спиральные туманности не могут быть похожими на Млечный Путь. Кёртис не высказывался по этому аргументу, но в то же время указывал, что спектры и показатели цвета спиральных туманностей похожи на таковые у звёздных скоплений. Из этого он делал правильный вывод о том, что спиральные туманности могут быть более крупными скоплениями звёзд. Также Кёртис верно отмечал, что «спиральные туманности» никак не вписываются в теорию эволюции звёзд, и не могут быть ни её начальным этапом, ни конечным результатом.

#### Наблюдаемое вращение спиральных туманностей
Шепли ссылался на результаты Адриана ван Маанена, который утверждал, что наблюдал вращение спиральных туманностей. При той величине собственного движения участков туманностей, о которых заявлял ван Маанен, большое расстояние до них соответствовало бы линейным скоростям, превышающим скорость света, поэтому Шепли делал вывод, что туманности расположены внутри Галактики. Кёртис не доверял этим данным, говоря, что невозможно точно измерить собственное движение диффузных объектов величиной менее 0,1 секунды дуги в год за менее чем 25-летний период наблюдений. Действительно, обнаруженное вращение галактик оказалось ошибочным, и Шепли впоследствии признавался, что поверил ван Маанену из-за их дружбы.

### Положение Солнца в Галактике
Шепли утверждал, что центр Галактики совпадает с центром её системы шаровых звёздных скоплений — из этого следовало, что Солнечная система находится на значительном расстоянии от центра Галактики. При этом Шепли считал, что Солнце находится в центре небольшого «облака» звёзд в Галактике, что создаёт иллюзию нахождения Солнца в центре всей Галактики. Кёртис же считал, что Солнце находится в центре Галактики и предполагал, что именно из-за такого положения в Млечном Пути не удаётся разглядеть спиральные рукава, существование которых Кёртис не исключал, хотя и не мог подтвердить. В этом вопросе Шепли оказался прав, хотя он и не учитывал влияние межзвёздного поглощения.

## Итоги и последствия
Оба участника Большого спора оказались частично правы, но непосредственно после его окончания каждый считал, что победителем в дискуссии был именно он. Так, в вопросах размеров Галактики и положении в ней Солнечной системы ближе к истине оказался Шепли, а в вопросах, связанных со спиральными туманностями, прав был Кёртис. Последующие, более точные измерения нашей Галактики показали, что её диаметр равен 30 килопарсекам, а Солнце находится на расстоянии в 8 килопарсек от её центра. Спиральные туманности оказались удалёнными звёздными системами, подобными нашей Галактике — сейчас они известны как спиральные галактики.
Вскоре после Большого спора астрономы в основном согласились, что Солнце находится не в центре Галактики. Вопрос природы спиральных туманностей был решён в 1925 году, когда Эдвин Хаббл прочитал доклад о результатах наблюдений цефеид в спиральных туманностях. Например, расстояние до M 33 по оценке Хаббла составило 285 килопарсек, что значительно превышало размеры Галактики даже по завышенной оценке Шепли. С учётом угловых размеров туманностей, стало ясно, что линейные размеры этих объектов сравнимы с размерами нашей Галактики.